# ハビエル・メンドーサ (ボクサー)
ハビエル・メンドーサ（Javier Mendoza、1991年3月5日 - ）は、メキシコの男性プロボクサー。元IBF世界ライトフライ級王者。

## 来歴
2007年9月7日、バハ・カリフォルニア州ティフアナのアウディトリオ・エル・バレタルでエルネスト・アルメンタと対戦し、3-0の判定勝ちを収めデビュー戦を勝利で飾った。
2007年10月26日、バハ・カリフォルニア州ティフアナのアウディトリオ・エル・バレタルでヘスス・フアレスと対戦し3回1分3秒KO勝ちを収めた。
2008年4月5日、バハ・カリフォルニア州ティフアナのアウディトリオ・ムニシパルでエルネスト・アルメンタと再戦し、4回ポイント判定で引き分けた。
2008年7月12日、バハ・カリフォルニア州ティフアナのアベニーダ・レボルシオンでマヌエル・ヒメネスと対戦し、プロ初黒星となる0-3の判定負けを喫した。
2008年8月2日、バハ・カリフォルニア州ティフアナのアベニーダ・レボルシオンでファン・マヌエル・アルメンダリスと対戦し、1回2分51秒KO勝ちを収め再起に成功した。
2008年8月23日、バハ・カリフォルニア州ティフアナのエル・ファロでアルカディオ・サルシドと対戦し、1回1分52秒TKO勝ちを収めた。
2008年12月20日、バハ・カリフォルニア州ティフアナのエル・ファロでファン・マヌエル・アルメンダリスと再戦し、2回2分46秒KO勝ちを収め再起3連勝を果たした。
2010年6月12日、バハ・カリフォルニア州ティフアナのアウディトリオ・ムニシパルでオズワルド・イバラとWBCアメリカ大陸ライトフライ級王座決定戦を行い、4回2分36秒TKO勝ちを収め王座獲得に成功した。
2011年7月8日、バハ・カリフォルニア州ティフアナのアウディトリオ・ムニシパルでホルヘ・ゲレーロと対戦し、プロ初のKO負けとなる2回TKO負けを喫した。
2011年10月22日、シナロア州グアサベのヒムナシオ・ルイス・エストラーダ・メディナでヘルマン・アーロン・コッタと対戦し、4回1分27秒TKO勝ちを収め再起に成功した。
2012年2月11日、バハ・カリフォルニア州ティフアナのアウディトリオ・ムニシパル・ファウスト・グティエレス・モレノでアルマンド・バスケスと対戦し、WBCアメリカ大陸王座初防衛に成功した。
2014年9月20日、バハ・カリフォルニア州ティフアナのアウディトリオ・ムニシパル・グティエレス・モレノでオルランド・サリド対ターサク・ゴーキャットジムの前座でジョンリル・カシメロの王座剥奪に伴い元WBO世界ライトフライ級暫定王者でIBF世界ライトフライ級4位のラモン・ガルシアとIBF世界ライトフライ級王座決定戦を行い、12回3-0（116-109、2者が115-110）の判定勝ちを収め王座獲得に成功した。
2015年1月10日、バハ・カリフォルニア州ティフアナのアウディトリオ・ムニシパル・ファウスト・グティエレス・モレノでマウリシオ・フエンテスと対戦し初防衛を目指す予定だったが、フエンテスがIBF世界ライトフライ級ランカーではなかった為ノンタイトル10回戦に変更して試合を行い、2回2分18秒TKO勝ちを収めた。
2015年5月30日、バハ・カリフォルニア州エンセナーダのカンポ・ヌエバ・エンセナーダでIBF世界同級1位で指名挑戦者のミラン・メリンドと対戦。試合は初回から激しい打ち合いとなるが、メリンドがローブローとバッティングでレフェリーから再三注意を受け、5回にメリンドがローブローで減点される。6回に偶然のバッティングでまずメリンドが右目の上をカットしドクターのチェックを受けるが試合が続行される、しかし今度はメンドーサが左目の上をカットしたところでドクターが続行不能と判断し試合をストップ。メンドーサが6回3-0（59-53、2者が60-52）の負傷判定勝ちを収め初防衛に成功した。
2015年12月29日、東京都江東区有明の有明コロシアムで元世界2階級制覇王者でIBF世界同級8位の八重樫東と対戦。前回同様激しい打ち合いとなるが、12回にはストップ寸前に追い込まれ0-3 （111-117、109-119、107-120）の判定負けを喫し2度目の防衛に失敗し王座から陥落した。

## 獲得タイトル
- WBCアメリカ大陸ライトフライ級王座
- 第20代IBF世界ライトフライ級王座（防衛1）